# Rosario är död
Rosario är död är en dokumentärroman från 1989 av Majgull Axelsson.

## Handling
Boken handlar om den lilla flickan Rosario, som lever som gatubarn i Olongapo i Filippinerna. Boken handlar om hur hon utsätts för ett övergrepp som leder till hennes död (som elvaåring, 1987) och om hur de amerikanska soldaterna kan ge en pengar så att man kan få sitt lim för dagen. När boken kom ut var det ovanligt med böcker om barnprostitution, sexturism och trafficking. 
Boken är indelad i tre delar. Den första handlar om Rosario och tillvaron som gatubarn i Manila på Filippinerna, den andra om ett helt samhälle som dras in i sexuell handel med barn och den tredje om Salvador som kommer med sin mamma och syster till Sverige. Han och systern utnyttjas där sexuellt av en svensk man som mamman träffat på Filippinerna. Det slutar med att båda männen åtalas. Den ene fälls och den andre frias varpå Salvadors syster tar sitt liv.